# 大黒南海堂
株式会社大黒南海堂 （だいこくなんかいどう）は、医薬品・衛生材料の卸売を中心とする日本の企業であった。現在はスズケングループの一社「翔薬」である。地盤は九州地方。

## 概要
- 本社は 福岡県福岡市博多区山王2-3-5
- 代表取締役社長　大黒清治
- 資本金 4,800万円

## 沿革
- 1900年（明治33年）5月 - 「（資）大黒南海堂」創業[1]
- 1949年（昭和24年）4月 - 資本金100万で「株式会社大黒南海堂」設立[1]
- 1952年（昭和27年）10月 - 「新松島共栄堂」を合併
- 1962年（昭和37年）9月 - 「山下薬品」卸部門を合併
- 1980年（昭和55年）5月 - 「大九薬品株式会社」（北九州市）を吸収合併、「ケイホ薬品株式会社」（長崎市）の営業を譲受し、「株式会社九薬」に商号変更[1]

## 営業所
- 福岡県:福岡市・久留米市・伊万里市
- 佐賀県:佐賀市
- 長崎県:長崎市・佐世保市

## 主な取引メーカー
- 三共
- エーザイ
- 大日本製薬
- 興和新薬
- 中外製薬
- 武田薬品

## 備考
- 朝鮮の釜山に支店を設立していた